# Chiesa di Sant'Antonio Abate (Deruta)
La chiesa di Sant'Antonio Abate è un edificio di culto ubicato a Deruta.
Da questa chiesa proviene il Gonfalone di Sant'Antonio Abate commissionato dalla confraternita che vi aveva sede. La chiesa conserva un significativo ciclo pittorico. La chiesa è anche adibita come sala per il catechismo o come ambiente espositivo per mostre temporanee. In seguito alla scossa di terremoto del 30 ottobre, ha svolto la funzione della Chiesa di San Francesco fino al 21 maggio 2017, giorno della sua riapertura.

## Interno

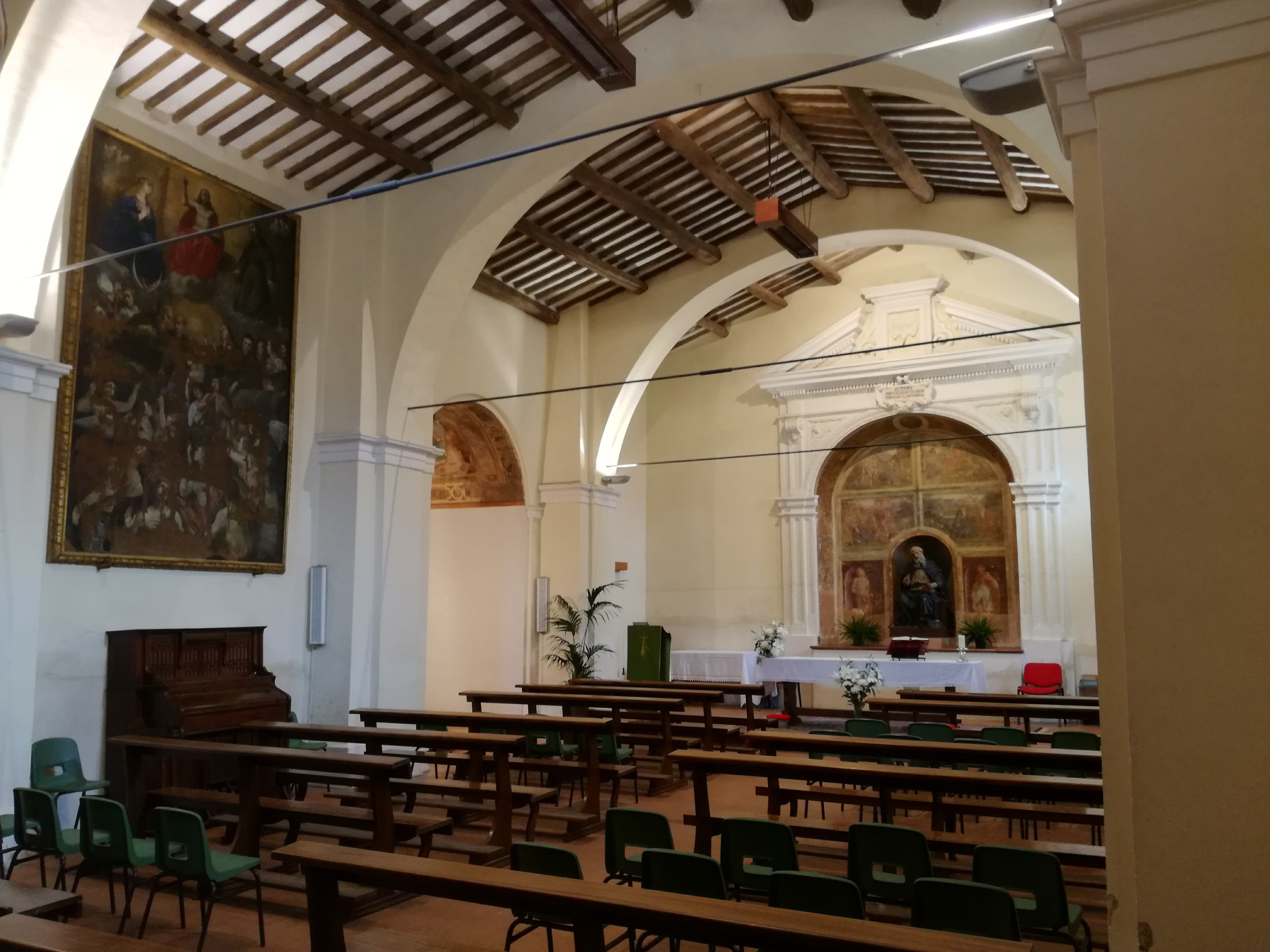
Interno della chiesa.

La chiesa, restaurata nel secolo scorso, ospita importanti affreschi di Bartolomeo Caporali e Giovanni Battista Caporali. Nella nicchia che si apre nella parete sinistra, Bartolomeo Caporali affrescò, nel 1480, una Madonna della Misericordia tra i santi Francesco e Bernardino e, sulla volta, il Padre Eterno tra gli evangelisti in cui si notano le componenti angelichiane e gozzolesche tipiche anche di altri pittori rinascimentali umbri, unite ad elementi di derivazione fiorentina.
Sempre nella parete sinistra si trova una tela seicentesca, commissionata da Bernardino de Venturi, raffigurante Cristo re tra la Madonna, San Francesco, quattro santi francescani e quattro sante francescane e le anime del Purgatorio proveniente dal terzo altare laterale di sinistra della Chiesa di San Francesco demolito con gli altri durante la riscoperta degli affreschi sottostanti .
La parete di fondo è occupata da una grande mostra d'altare in stucco con un'iscrizione dicente ALTARE QVOTIDIANO PRIVILEGIATO SANT' ANTONIO ABATE entro cui Giovanni Battista Caporali dipinse le Scene della vita di sant'Antonio abate e le figure di San Rocco e San Sebastiano. Al centro dell'altare si trova una statua in terracotta invetriata raffigurante Sant'Antonio abate che secondo gli storici fu plasmata nella stessa bottega di ambito robbiano del Sant'Antonio da Padova della Pinacoteca Comunale di Bettona. Nella base si trova un'iscrizione quasi illeggibile dicente "Renovato al tempo de Julio Priore e Salvatore suo... A.D.1553 a di 20 decembre"
Sulla parete destra un piccolo altare in stucco accoglie un dipinto della fine del '500 raffigurante Sant'Isidoro.
Il piccolo organo settecentesco, sopra la porta d'ingresso, fu acquistato dal priore Pietro Mengoni per 100 scudi a Sant'Angelo di Celle. Sempre sopra alla porta di ingresso si trova una bellissima cantoria in legno dipinto.
Sul muro di contro facciata un'urnetta cineraria etrusca, con iscrizione e motivi decorativi, ha funzione di acquasantiera.

## Galleria d'immagini

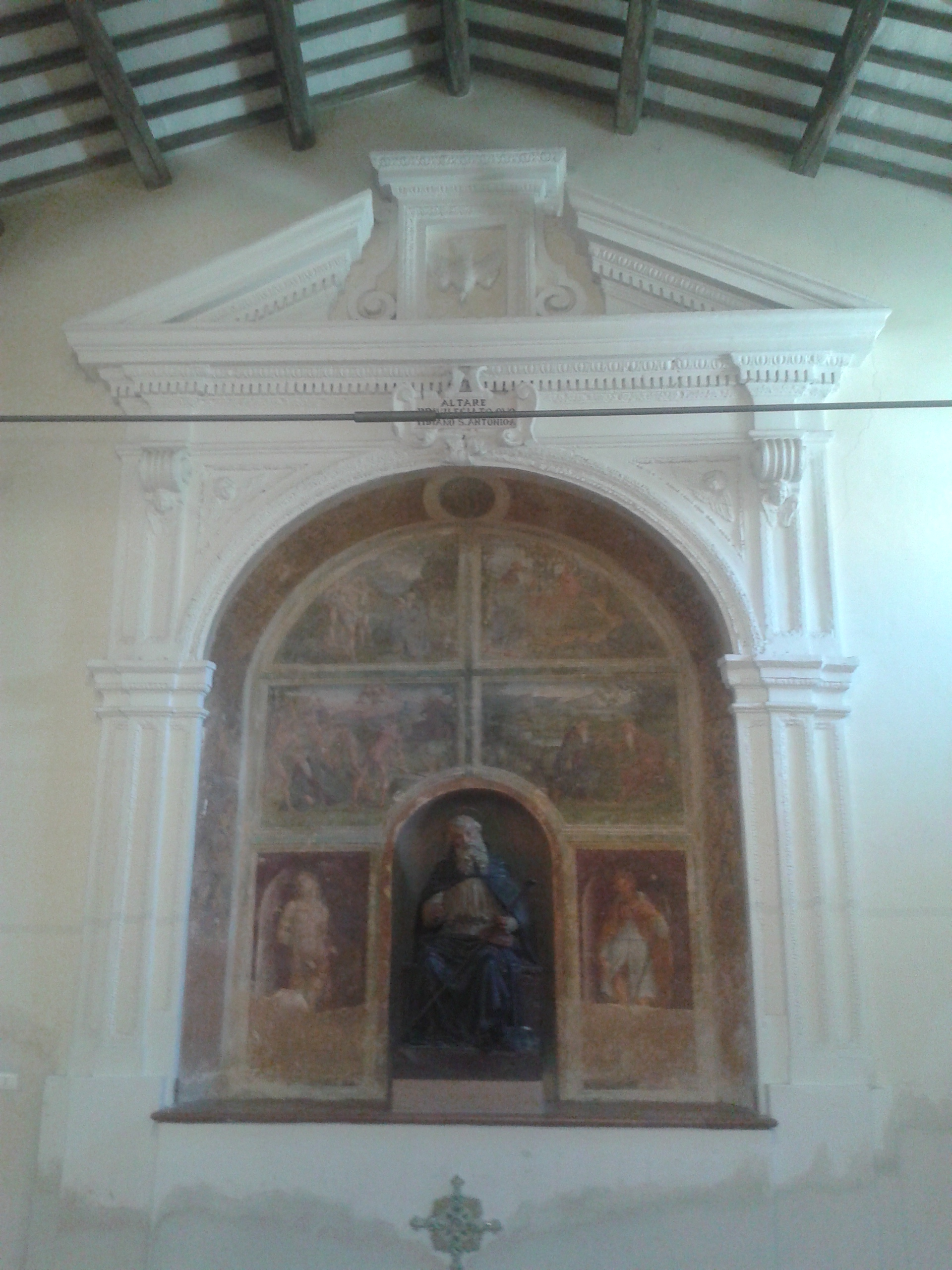
La Nicchia di Sant'Antonio abate affrescata da Giovanni Battista Caporali con Scene della vita del santo.
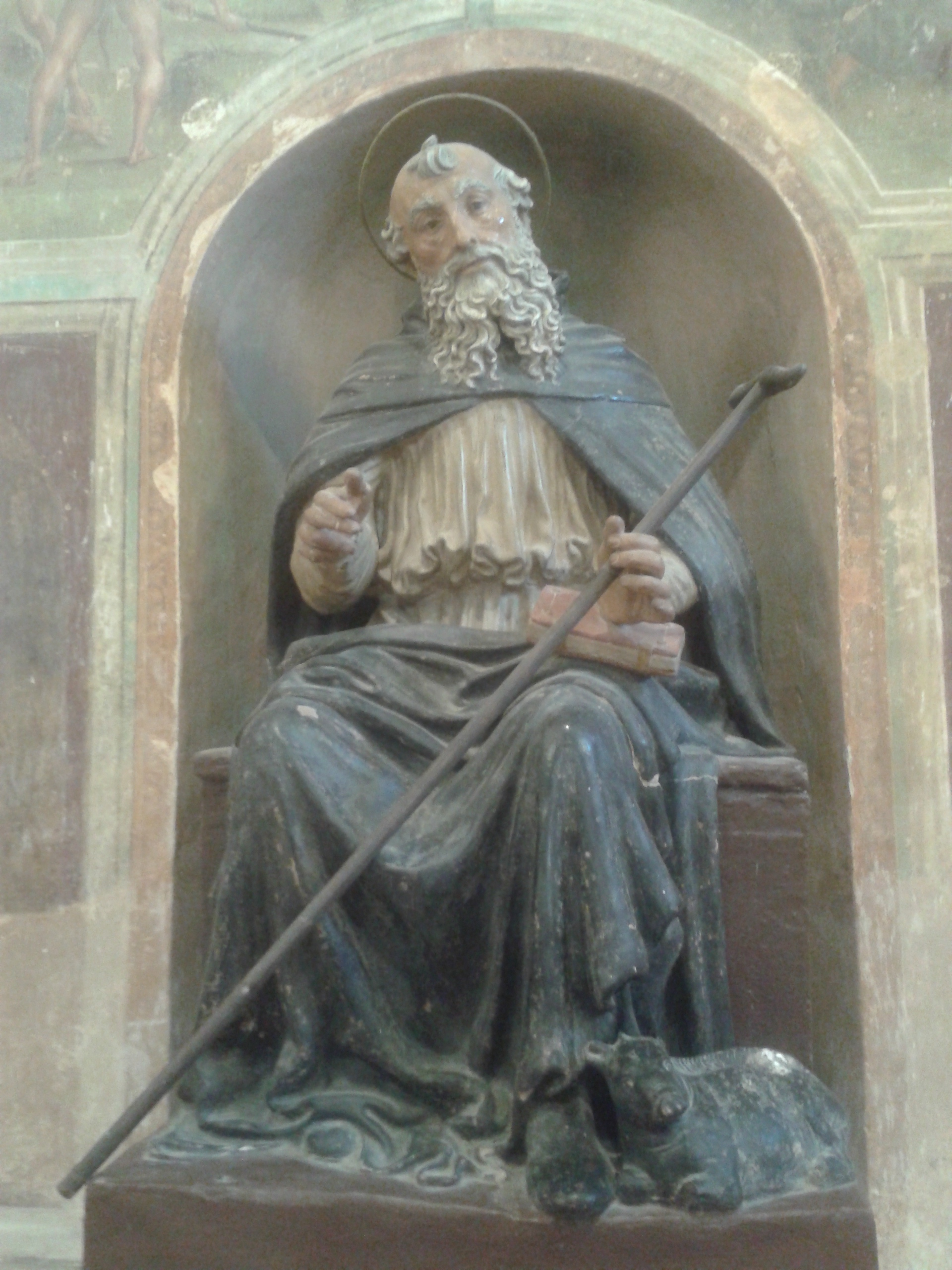
La statua di Sant'Antonio abate di un anonimo robbiano del XVI sec.
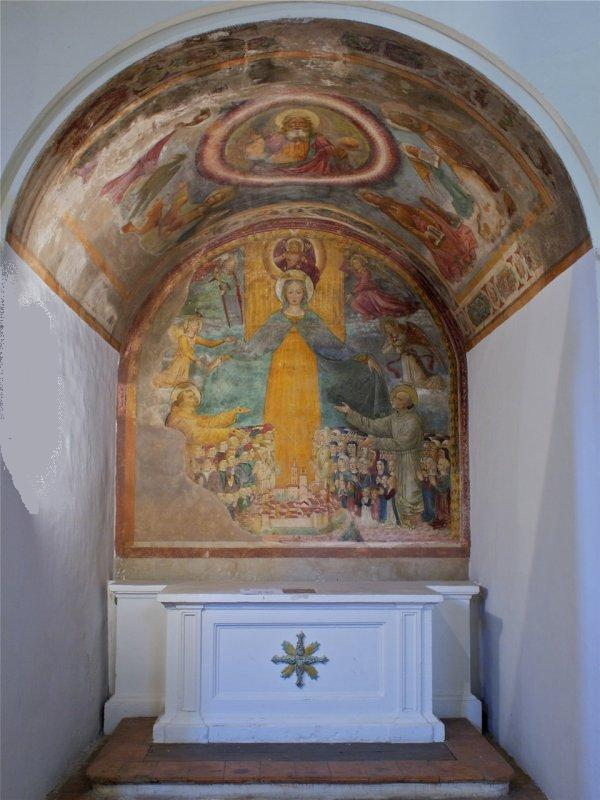
Nicchia con l'affresco della ''Madonna della Misericordia tra i santi Francesco e Bernardino e sulla volta il Padre Eterno tra gli evangelisti.
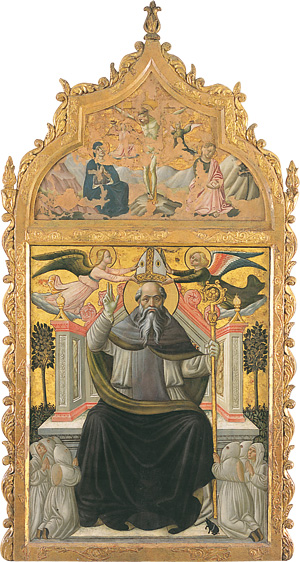
Il Gonfalone di Sant'Antonio Abate di Nicolò Alunno.
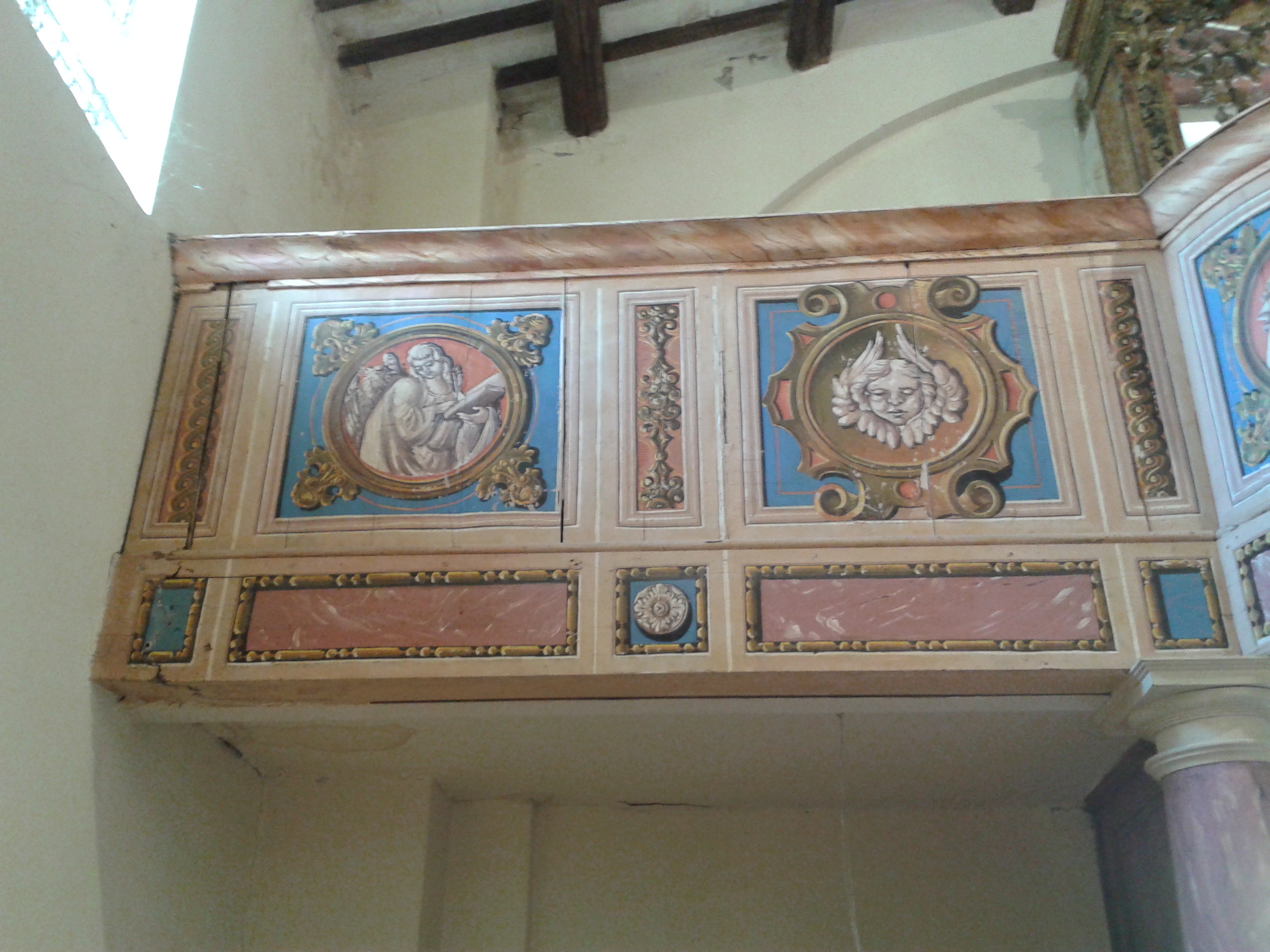
Parte destra della cantoria con l'evangelista Giovanni.
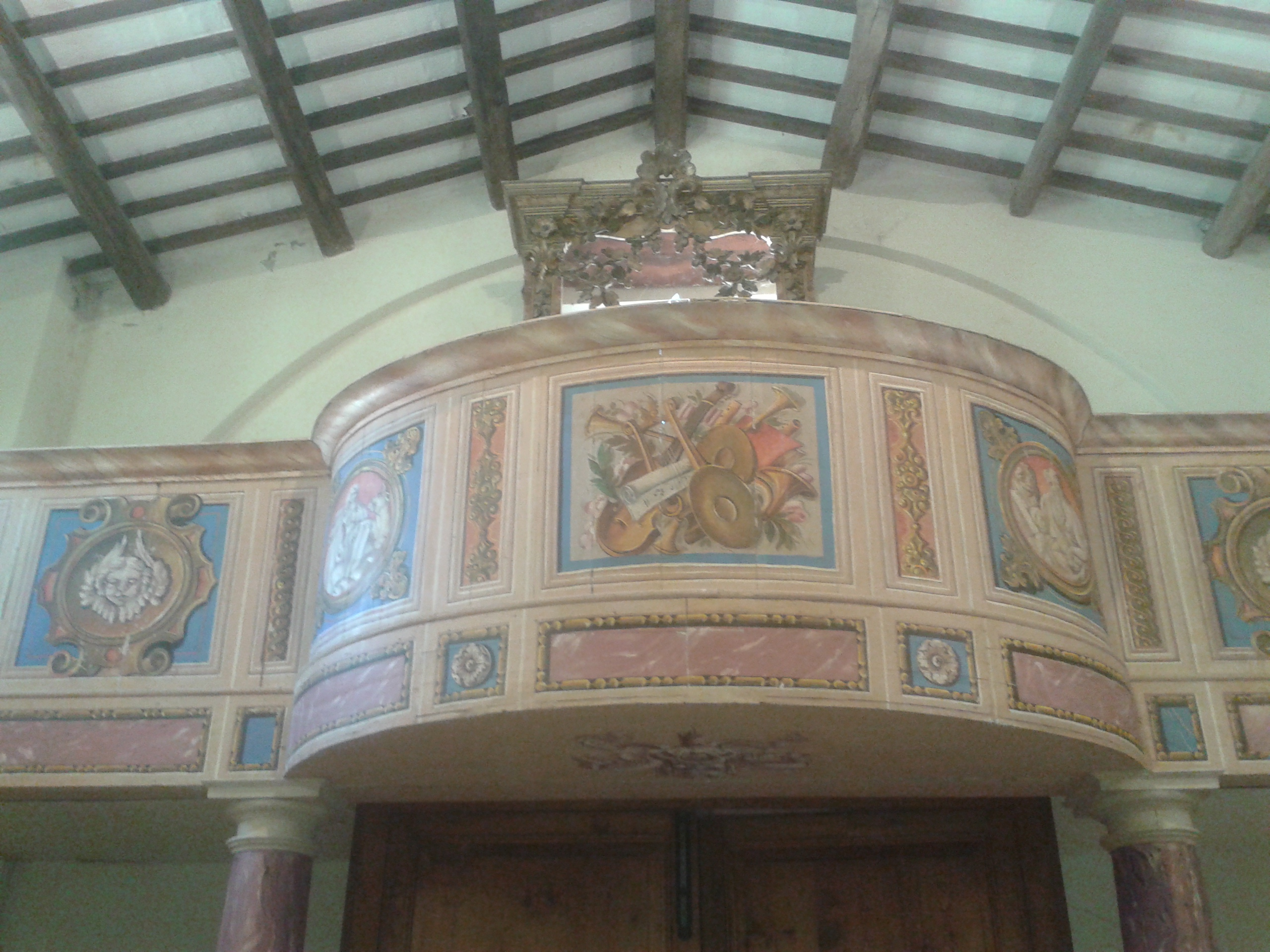
Parte centrale della cantoria con gli evangelisti Luca e Marco.
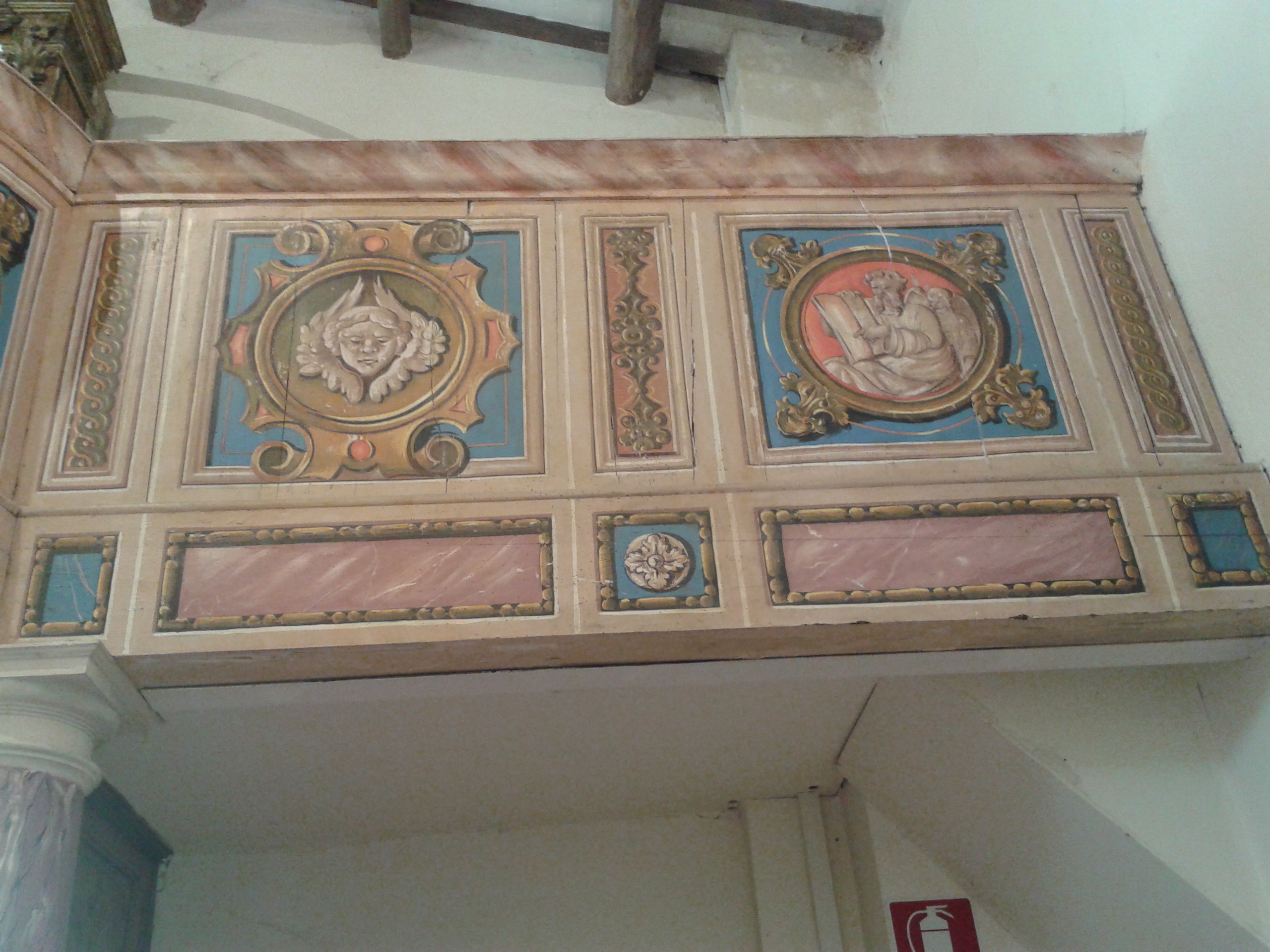
Parte sinistra della cantoria con l'evangelista Matteo.
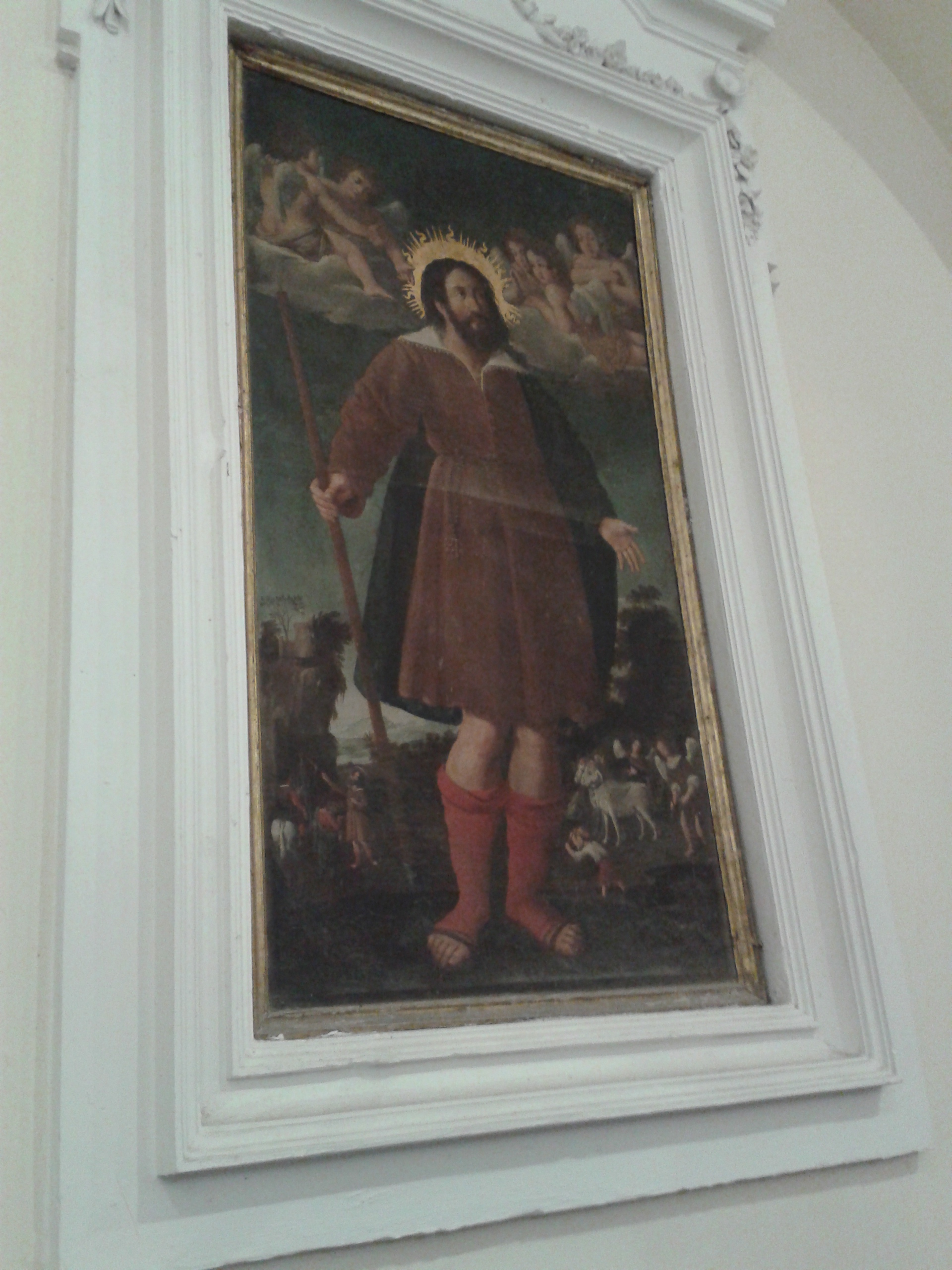
Tela cinquecentesca con Sant'Isidoro.
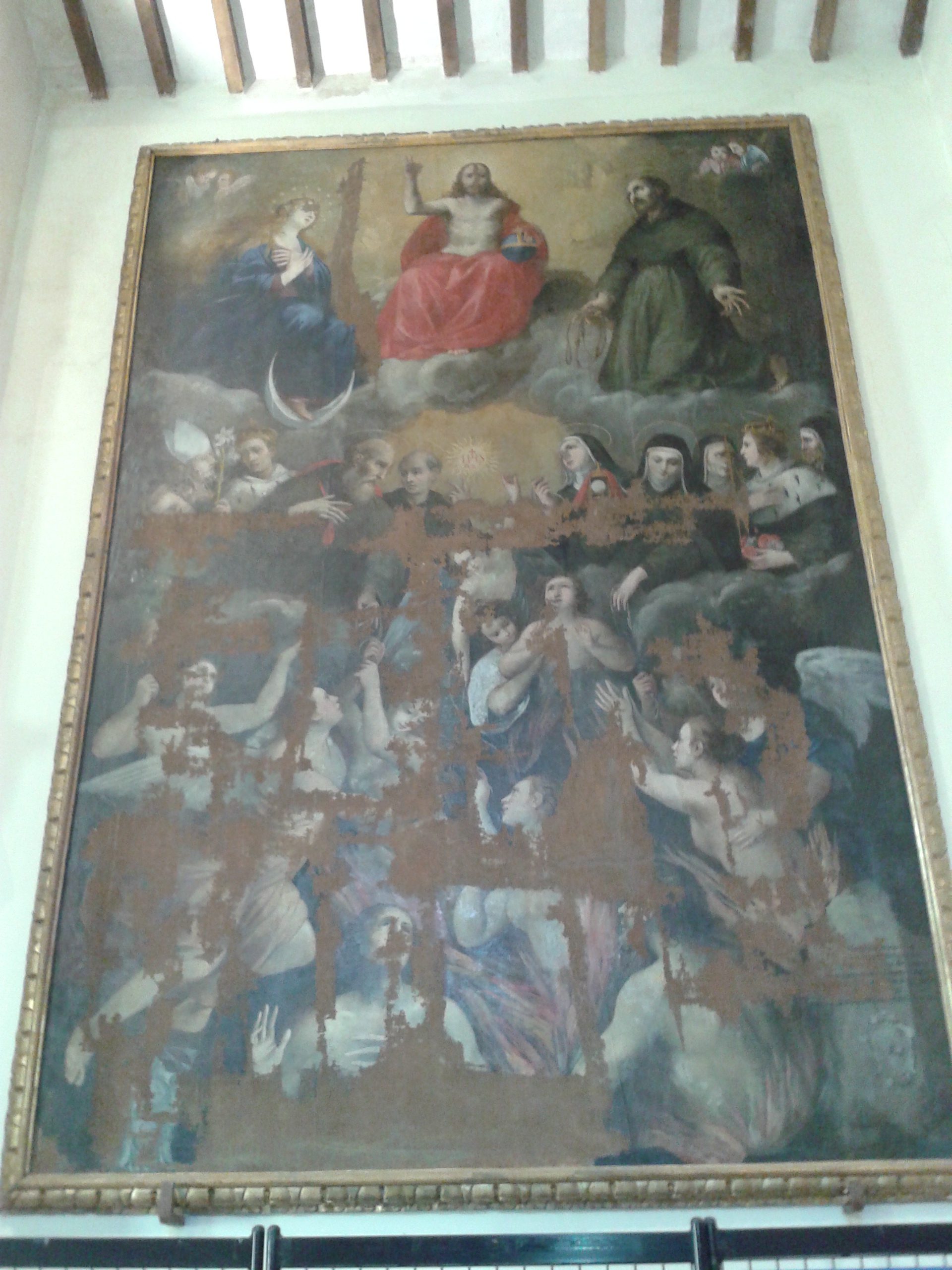
Tela seicentesca con Cristo re tra la Madonna, San Francesco, quattro santi francescani e quattro sante francescane e le anime del Purgatorio commissionata a Gubbio da Bernardino Venturi, nipote dell'organista derutese Girolamo Diruta.
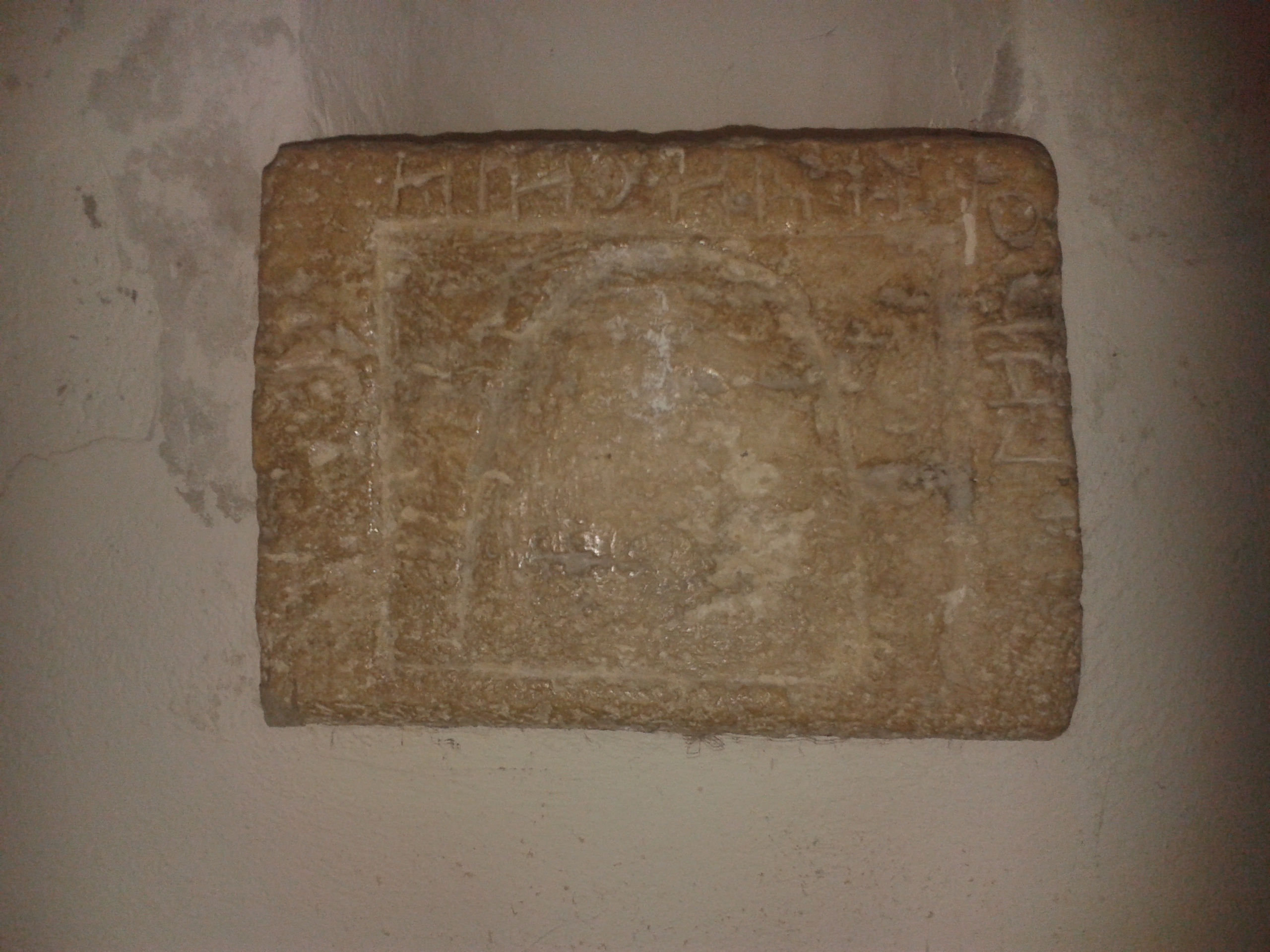
Urna cineraria etrusca.